# Robert Mulka
Robert Karl Ludwig Mulka (né le 12 avril 1895, Hambourg – mort le 26 avril 1969 dans la même ville) est un Haupsturmführer de la SS et adjoint du commandant du camp d'Auschwitz Rudolf Höss.

## Biographie
Fils d'un postier auxiliaire, il rejoint le parti nazi en 1940, numéro 7848085, et devient Waffen-SS au grade d'Obersturmführer.
Il est condamné au procès de Francfort à quatorze années d'emprisonnement.